# Hormone de mélano-concentration
La MCH ou Hormone de mélano-concentration est un peptide cyclique de 19 acides aminés[réf. nécessaire] qui a été initialement isolé de la glande pituitaire de saumon. 
Chez les mammifères, les neurones à MCH sont localisés principalement au sein de l'hypothalamus latéral et de la zona incerta du diencéphale et projettent des axones vers toutes les aires du cerveau excepté le cervelet.
La MCH se lie spécifiquement à au moins 2 récepteurs couplés aux protéines G de la sous-famille rhodopsin-like, MCHR1 et MCHR2.
Le mécanisme d'action principal de la MCH est purement électrophysiologique. En effet, elle agit comme un modificateur du gating de canaux ioniques modifiant le potentiel membranaire.